# Alue Batee (Arongan Lambalek)
Alue Batee is een bestuurslaag in het regentschap Aceh Barat van de provincie Atjeh, Indonesië. Alue Batee telt 183 inwoners (volkstelling 2010).